# Anne og de andre
Anne og de andre er en dansk dokumentarfilm fra 1975 instrueret af Flemming la Cour og efter manuskript af Hans-Jørgen Poulsen.

## Handling
En døv pige og hendes forældre oplever de misforståelser og problemer, der nemt og uforvarende kan opstå, når en handicappet for et øjeblik glemmes, eller opmærksomheden svækkes.